# Carrega Ligure
Carrega Ligure (Cariegà in piemontese, Carêga in ligure, che significa propriamente "sedia") è un comune italiano di 79 abitanti situato in provincia di Alessandria in Piemonte.
È l'unico comune della valle compreso nel Parco naturale dell'Alta val Borbera, istituito il 27 marzo 2019.

## Geografia fisica
Il comune è situato all'estremità sudorientale della regione sull'Appennino Ligure, in alta val Borbera. È uno dei tre comuni piemontesi, con Fabbrica Curone e Cabella Ligure a confinare con la Regione Emilia-Romagna, e l'unico a confinare sia con l'Emilia-Romagna che con la Liguria.
Con circa 1,5 abitanti/km² è uno dei comuni d'Italia con minor densità di popolazione, il primo fra quelli non situati sulle Alpi e molte frazioni disabitate sono situate nella piccola valle dei Campassi.

### Distanze
Carrega Ligure, pur trovandosi in provincia di Alessandria, si trova a 85 km dal capoluogo e a 58 km da Genova, con cui ha legami storici, culturali e linguistici. A Carrega, infatti, si parla ancora il ligure.

## Storia
La chiesa parrocchiale di San Giuliano fu costruita intorno al XIII secolo, ma più volte rimaneggiata. Ha tre navate, è decorata con pregevoli stucchi e conserva un notevole altare in marmo.
Il comune fu legato per secoli ai commerci lungo la via del sale e ai Feudi Imperiali, indirettamente fu legato per secoli alla Repubblica di Genova. Dal 1797 al 1805 entrò a far parte della Repubblica Ligure, poi dell'Impero Napoleonico fino al 1814 e dal 1815 al Regno di Sardegna nella Divisione di Genova e nella Provincia di Novi. Dal 1859 è passato alla provincia di Alessandria.
Il castello dei Malaspina Fieschi Doria, di cui restano poche rovine alte sull'abitato, aveva la tipica forma ligure del castello costruito intorno a una torre. Risultano conservati la torre rotonda attorniata da un muro circolare con camminamento. Addossato alla torre vi è un corpo rettangolare formato da due vani, di cui uno conserva ancora il soffitto.
Carrega Ligure assunse notevole importanza nel corso della Resistenza italiana. Un edificio del comune, contrassegnato da una targa, fu sede, nel 1944-1945, del Comando della VI Zona partigiana ligure e ospitò anche i componenti di diverse missioni alleate inglesi e statunitensi. Le diverse frazioni che compongono il Comune di Carrega Ligure furono investite in quel biennio anche da alcuni rastrellamenti nazifascisti: per le operazioni antipartigiane fu utilizzata soprattutto la Divisione Turkestan (in tedesco: Turkistanische Legion) della Wehrmacht composta da ex prigionieri sovietici, mongoli e turkestani che infierirono pesantemente sulla popolazione con ruberie, soprusi e violenze sulle donne.
Nel dopoguerra Carrega, che contava più di 2 000 abitanti, subì un processo di rapido e inarrestabile spopolamento, causato principalmente dalla ridottissima natalità tipica della Liguria e Piemonte. Sino al 1963 non era collegata al fondovalle da alcuna strada. Gli spostamenti avvenivano a piedi, a dorso di mulo attraversando più volte il torrente Carreghino, o con le lese, slitte trainate dai buoi. L'apertura della strada carrozzabile, paradossalmente, accelerò il processo di spopolamento verso le città tipico del periodo, essendo il territorio caratterizzato da una popolazione contadina e un'agricoltura di sussistenza.
Solo in anni recenti il comune ha conosciuto una piccola ripresa, legata in particolare al turismo, all'escursionismo e alle risorse naturalistiche. Tuttavia, per quanto concerne i cittadini residenti, il comune ha una popolazione di circa quaranta volte inferiore a quella che aveva all'atto dell'Unità d'Italia.
Fra il 2008 e il 2009 il comune di Carrega Ligure ha iniziato un progetto di vendita delle case sfitte o disabitate al prezzo simbolico di un euro per creare turismo nel paese e in futuro ripopolarlo, analogamente a quanto successo in molti altri paesi italiani (fra i quali Bussana Vecchia e Salemi). All'11 gennaio 2009, le case censite in collaborazione con l'Università di Genova erano 720 e le richieste accettate 400. Negli anni seguenti, nonostante il successo dell'operazione, le complessità burocratiche e il fatto che i legittimi proprietari fossero sparsi in tutto il mondo, ha fatto desistere l'amministrazione dal progetto, che si è poi limitata a segnalare alcuni annunci di vendita sul sito istituzionale.
Nel comune ha sede il Museo della cultura popolare dell'Alta Val Borbera che espone circa 500 attrezzi, mobili e suppellettili di vario genere, che documentano la vita e le tecniche del lavoro dell'agricoltura e dell'allevamento nei secoli passati e si propone di conservare la memoria di tecniche agrarie ormai completamente abbandonate.

### Marchesi di Carrega (1547-1797)
Nel 1547 con l'investitura di Andrea Doria a marchese di Carrega da parte dell'imperatore Carlo V diventa parte dei Feudi imperiali sotto il controllo della famiglia genovese dei Doria.
- Andrea Doria (1547-1560)
- Pagano Doria (1562-1574)
- Gian Andrea Doria (1575-1606)
- Gian Andrea Colonna Doria (1613-1638)
- Gian Andrea Doria II Landi (1638-1641)
- Maria Polissena Doria (1641-1648)
- Andrea III Doria Landi (1648-1654)
- Gian Andrea Doria III Landi (1654-1655)
- Violante Doria Lomellini (1655-1679)
- Gian Andrea Doria III Landi (1679-1743)
- Gian Andrea IV Doria Landi (1743-1764)
- Andrea IV Doria Landi Pamphili (1764-1794)
- Gian Andrea V Doria Landi Pamphili (1794-1798).

### Simboli
Il castello ricorda quello costruito dai Malaspina nel XII secolo sulla cima del monte Carmo a controllo del transito verso la Val Trebbia e la Lombardia ed ora ridotto a pochi resti. Nel capo sono affiancati gli emblemi di Genova/Alessandria e quello di Savoia/Sardegna in riferimento al suo passato.
Il comune non ha una bandiera ufficiale, ma viene utilizzata la bandiera con la croce rossa in campo bianco, che richiama l'identita ligure e il legame storico con Genova.

## Società

### Evoluzione demografica
Abitanti censiti

## Amministrazione

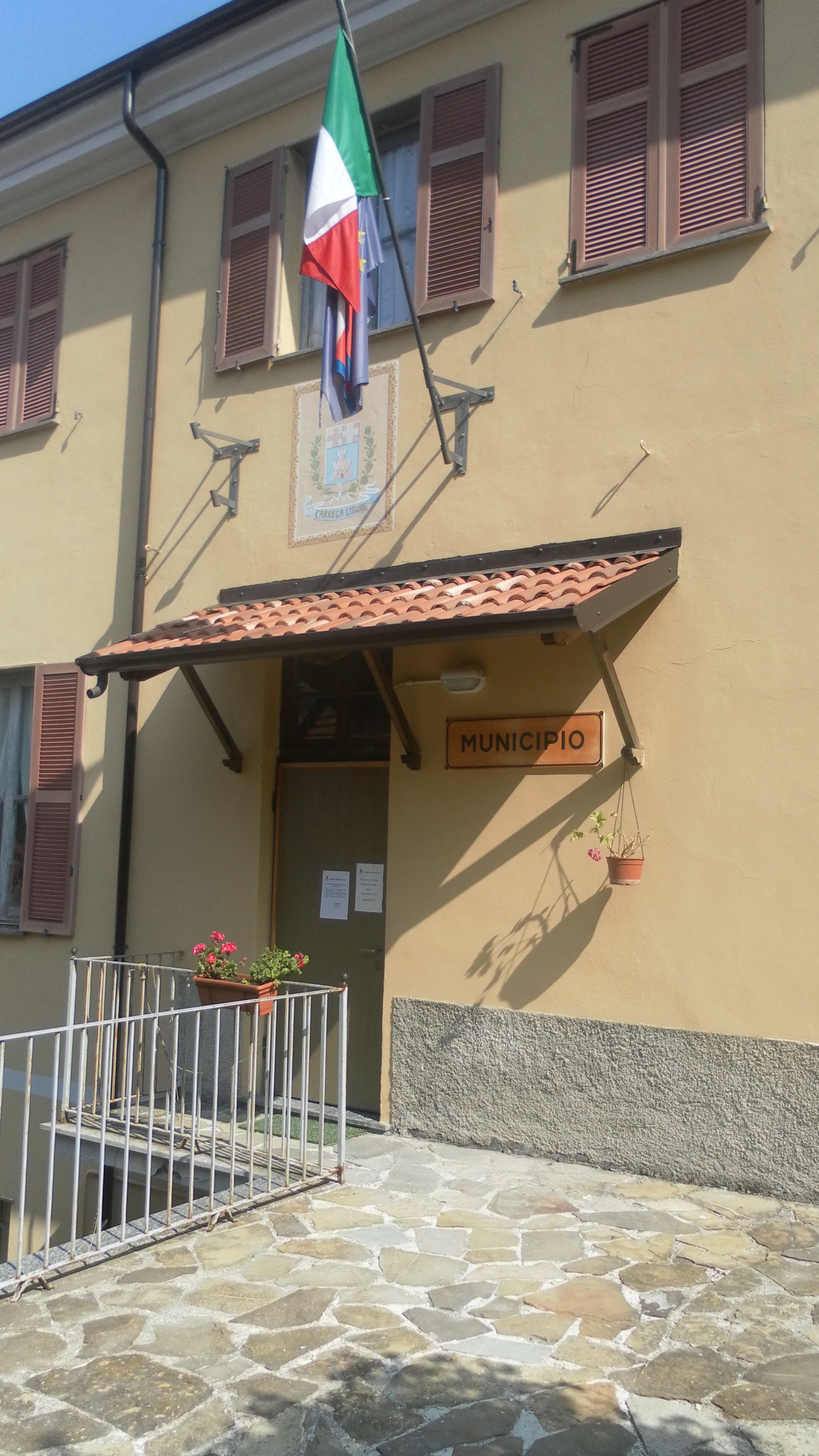
Il municipio

Di seguito è presentata una tabella relativa alle amministrazioni che si sono succedute in questo comune.
| Periodo           | Periodo           | Primo cittadino | Partito                                     | Carica                  | Note   |
| ----------------- | ----------------- | --------------- | ------------------------------------------- | ----------------------- | ------ |
| 24 giugno 1985    | 26 maggio 1990    | Sergio Crosetti | lista civica                                | Sindaco                 | [ 12 ] |
| 26 maggio 1990    | 24 aprile 1995    | Sergio Crosetti | Partito Socialista Italiano                 | Sindaco                 | [ 12 ] |
| 24 aprile 1995    | 14 giugno 1999    | Fausto Asborno  | centro-sinistra                             | Sindaco                 | [ 12 ] |
| 14 giugno 1999    | 14 giugno 2004    | Fausto Asborno  | Unione Democratica                          | Sindaco                 | [ 12 ] |
| 21 giugno 2004    | 5 aprile 2005     | Enrica Montagna | -                                           | Commissario prefettizio | [ 12 ] |
| 5 aprile 2005     | 30 marzo 2010     | Guido Gozzano   | lista civica                                | Sindaco                 | [ 12 ] |
| 30 marzo 2010     | 31 maggio 2015    | Guido Gozzano   | lista civica Unione democratica             | Sindaco                 | [ 12 ] |
| 31 maggio 2015    | 20 settembre 2020 | Marco Guerrini  | lista civica Tradizione e futuro in Cariega | Sindaco                 | [ 12 ] |
| 20 settembre 2020 | in carica         | Luca Silvestri  | lista civica Tradizione e futuro in Cariega | Sindaco                 | [ 12 ] |

## Galleria d'immagini

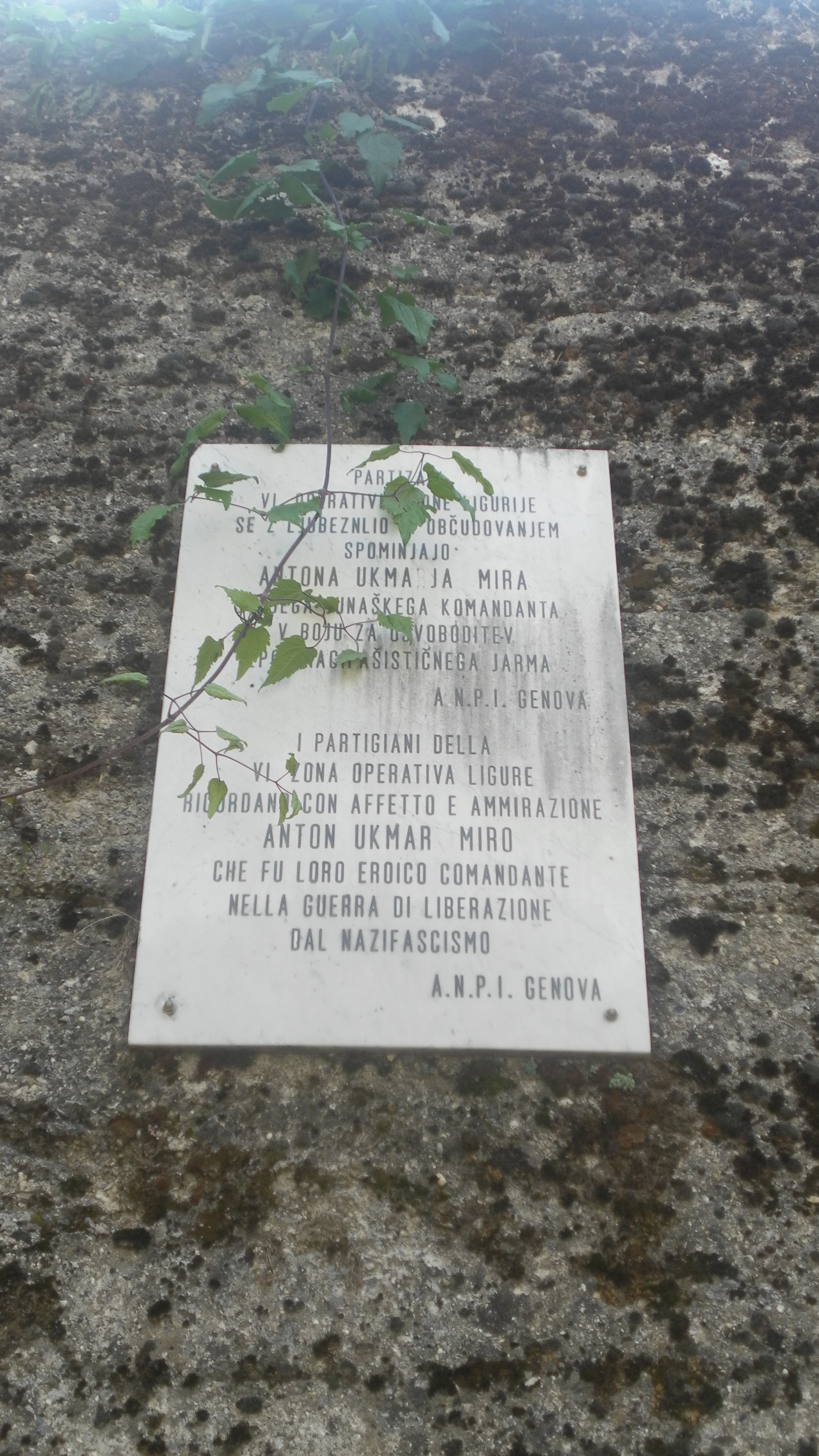
La lapide dedicata a Anton Ukmar a Carrega Ligure messa dall'ANPI sezione di Genova
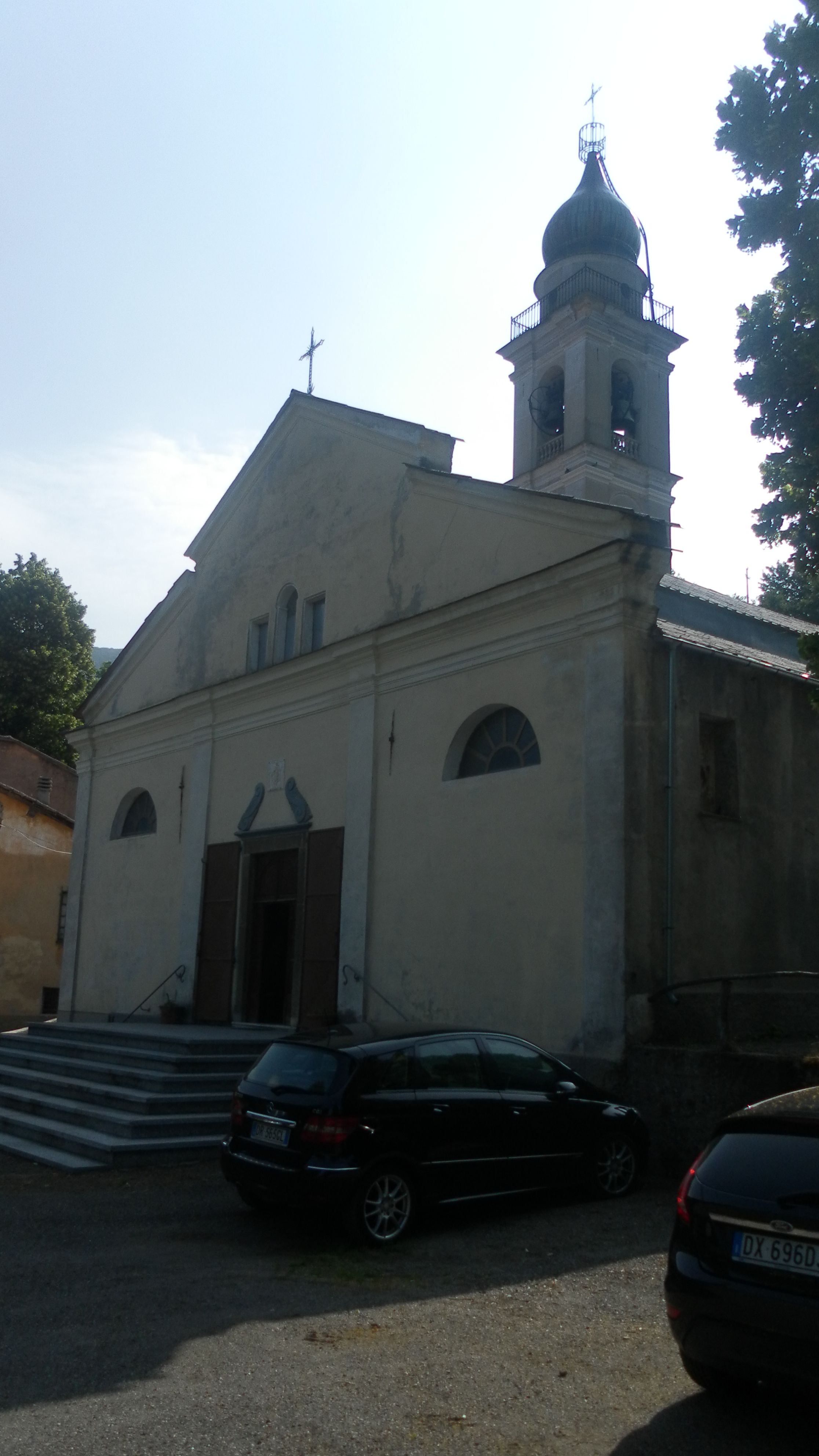
La chiesa di San Giuliano
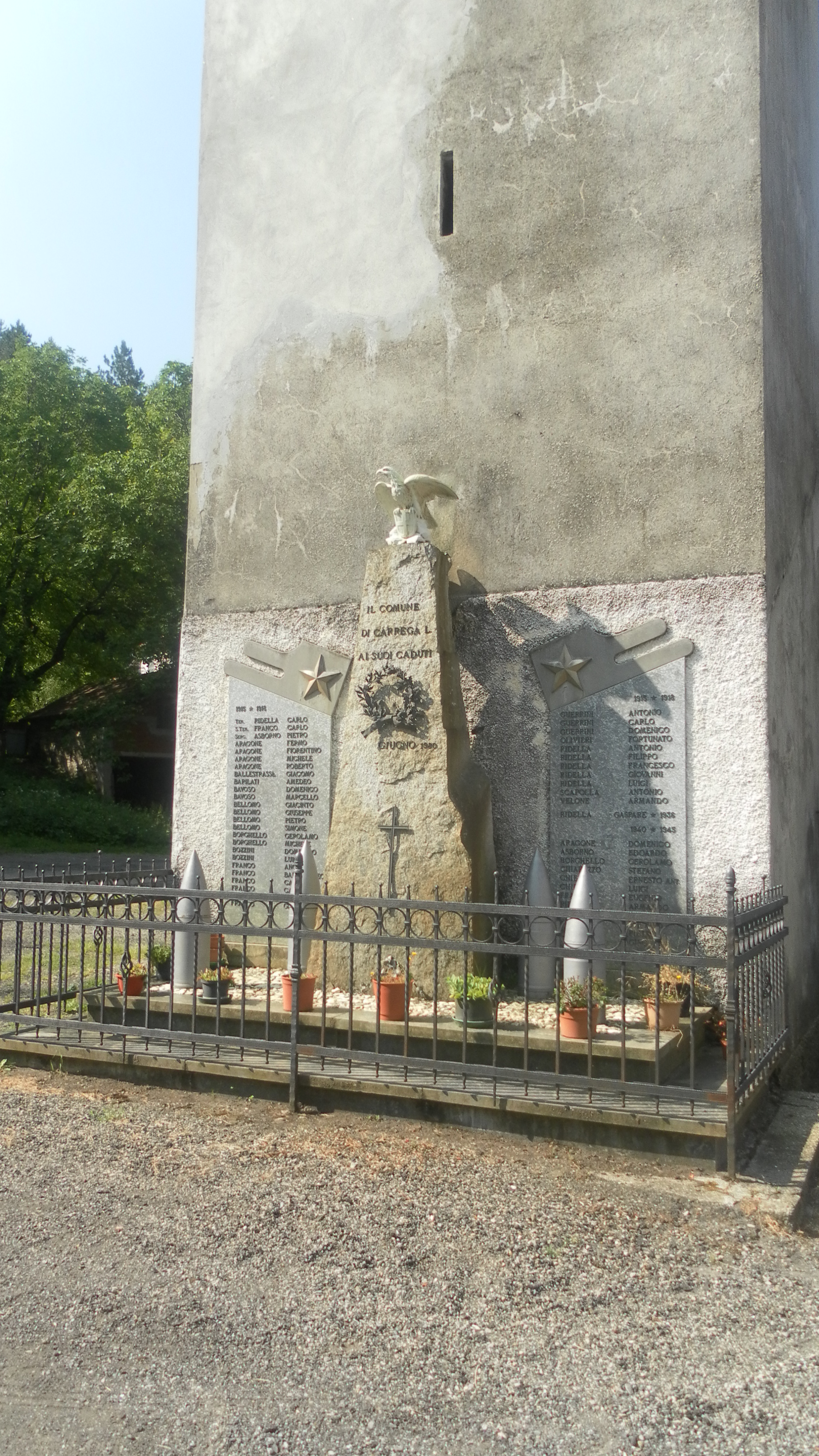
Il monumento ai caduti